# Mère de vinaigre

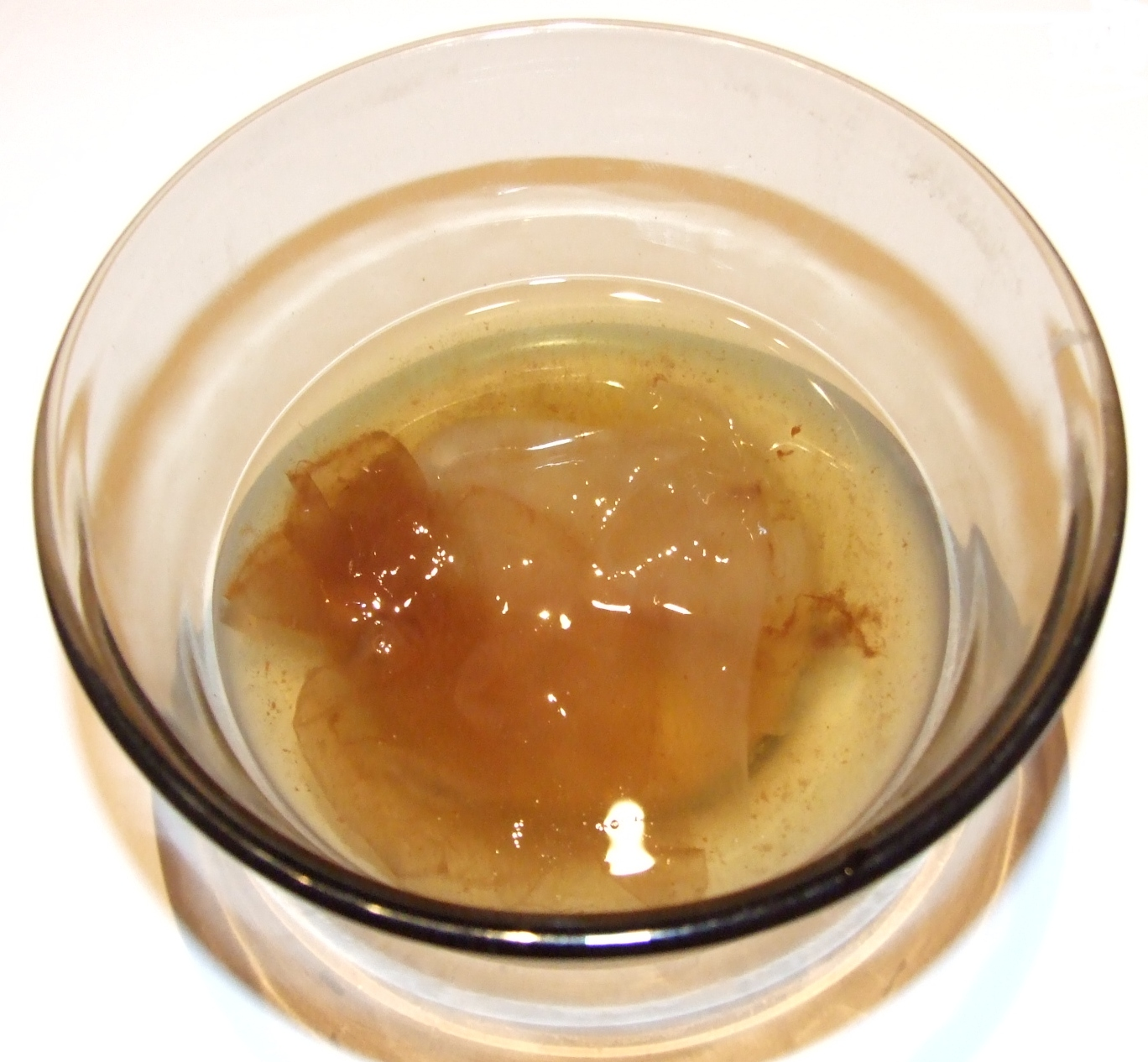
Mère de vinaigre dans un bol.

La mère de vinaigre (Mycoderma aceti) est un biofilm produit par une colonie de bactéries acétiques de l'espèce Gluconacetobacter europaeus lors d'une fermentation acétique destinée à produire un vinaigre. Dans les années 1860, Pasteur (qui a mis au point un procédé de production quatre fois plus rapide que celui d'Orléans), parlait encore de « mycodermes » et d'une « petite plante » (la mère de vinaigre) qui allait grandir sur son substrat alcoolisé, à condition de lui fournir quelques adjuvants nutritifs (minéraux, carbone, azote).